# City of Dead Men
City of Dead Men es una película de terror colombo-estadounidense dirigida por Kirk Sullivan, que marca su debut como director. Estuvo protagonizada por Diego Boneta, Jackson Rathbone y María Mesa. La película cuenta la historia de Michael, un viajero estadounidense que llega a Medellín, donde conoce a Melody, quien le presenta a un grupo radical de jóvenes llamado "The Dead Men" que vive en un hospital psiquiátrico abandonado.

## Reparto
- Diego Boneta - Michael
- Jackson Rathbone - Jacob
- María Mesa - Melody
- Juan Diego Aldana - Danny
- Camilo Calvo - Pauly
- Humberto Dorado - Héctor
- Laura García - Mesera